# 棉花雞
棉花雞是一種香港茶樓點心，用腐皮把雞肉與炸過的發水魚肚扎在一起。以前用花膠（即魚鰾）與雞肉紮在一起蒸熟，柔軟花膠吸滿了汁液，非常鮮味可口。因花膠成本高，為降低成本，大多數酒樓會用魚肚代替花膠。